# Лаурит
Лаурит — мінерал, сульфід рутенію RuS2 з групи піриту.

## Опис
Утворює ізоморфний ряд з ерлікманітом. Звичайні домішки осмію (Os), родію, іридію і заліза, в незначній мірі заміщають Ru. Сингонія кубічна, дідодекаедріческій вид симетрії. Кристали рідкісні і дрібні, форма кристалів кубічна, октаедричні, пентагон-додекаедріческой; зазвичай спостерігається у вигляді дрібних округлих зерен. Ізотропний. У кислотах не розчиняється.

## Поширення
Зустрічається в ультраосновних магматичних комплексах і похідних від них розсипних родовищах. Вперше був виявлений в 1866 р. в Борнео, Малайзія.
Знахідки: у Росії — Александрів лог (Н.Тагил, Середній Урал), комплекс Нурали (Башкирія, Південний Урал), Мончегорськ (Кольський півострів), масив Інаглі (Алданский щит, Красноярський край) і маса Кондер (Алданський щит, Хабаровський край), інші знахідки — Бушнельд (Трансвааль, ПАР); Борнео, Малайзія; о. Сулавесі, Індонезія; Благоєвградське родовище, Болгарія; Баула комплекс (Орісса, Індія); район Бу-Аззер, Марокко.